# Nederlandse Spoorwegen
Nederlandse Spoorwegen (NS, нід. нідерландська залізниця) — нідерландська державна залізнична компанія та основний залізничний перевізник в Нідерландах. Заснована в 1938 році, компанія надає залізничні послуги використовуючи нідерландська головну залізничну мережу (нід. hoofdrailnet). Ця мережа є найзавантаженішою в Європейському Союзі та третьою найзавантаженішою у світі після швейцарської та японської.
Залізничну інфраструктуру підтримує компаня ProRail, яка була відділена від Nederlandse Spoorwegen в 2003 році. Вантажні перевезення раніше здійснювала компанія NS Cargo, яка в 2000 році була приєднана до DB Schenker. Nederlandse Spoorwegen забезпечує курсування 4800 потягів на день, які обслуговують близько 1.1 мільйона пасажирів. Компанія здійснює перевезення з Нідерландів до інших європейських країн, а також здійснює перевезення в деяких інших країнах через дочірню компанію Abellio.

## Історія

### Заснування
Nederlandse Spoorwegen була заснована в 1938 році коли відбулось формальне об'єднання двох найбільших нідерландських залізничних компаній: Hollandsche IJzeren Spoorweg-Maatschappij (HSM) та Maatschappij tot Exploitatie van Staatsspoorwegen (SS). Ці компанії ще до того активно співпрацювали ще як мінімум з 1917 року. Для цього об'єднання були як економічні причини, так й ідеологічні.
В результаті Першої світової війни почалося падіння нідерландської економіки, що привело HSM та SS до збитковості. Враховуючи їхнє національне значення, було неприпустимим дозволити їм збанкрутувати. Залишаючись незалежними компаніями HSM та SS покращили ефективність роботи співпрацюючи та об'єднуючи свою діяльність.
Уряд Нідерландів пізніше допоміг обом цим компаніям придбавши частини їх акцій. 1938 року уряд вирішив об'єднати ці дві компанії в одну велику, яка отримала назву «Nederlandse Spoorwegen». Для цього уряд викупив всі акції обох компаній, однак не націоналізовував їх. Таким чином нідерландський уряд став і досі залишається єдиним власником компанії.

### Ранні роки (1940ві-1970ті)
Під час Другої світової війни Nederlandse Spoorwegen залишалась незалежною компанією, але була змушена вказівки Німеччини. Компанію змусили збудувати залізницю до концентраційного табору Вестерборк та брати участь в депортації близько ста тисяч євреїв до таборів смерті. Nederlandse Spoorwegen пішла на страйкування взимку 1944—1945 року, хоча відмовилась це робити попереднього року.
Nederlandse Spoorwegen відігравала ключову роль у відновленні країни після війни. В країні майже не було іншого транспорту, окрім як залізничного, а попит на перевезення був величезним, і компанія його задовольняла. 1950-ті роки були для компанії успішними, але вже в 1960-их почався занепад, при чому це відбувалося із більшістю залізничних перевізників у світі, не лише в Нідерландах. Nederlandse Spoorwegen почала терпіти збитки не лише від конкуренції з автомобільним транспортом й іншими видами транспорту, але також і від переходу економіки з вугілля на природний газ. Вугілля перестало бути основним джерелом енергії після того, як велике родовище газу було знайдене в провінції Гронінген. Компанія Nederlandse Spoorwegen була широко залучена до перевезення вугілля з шахт в провінції Лімбург по всій країні.
Nederlandse Spoorwegen відреагувала агресивною стратегією під назвою «Spoorslag '70». Ця стратегія серед іншого передбачала що компанія значно збільшить кількість потягів на годину, а також запровадить послуги з міжміських перевезень. Однак, було доволі очевидно що це ніколи не поверне компанії прибутковість. Однак, компанію було оголошено підприємством національного значення, що означало що вона отримуватиме великі субсидії щороку.

### Період реформ (1980ті-2000ні)

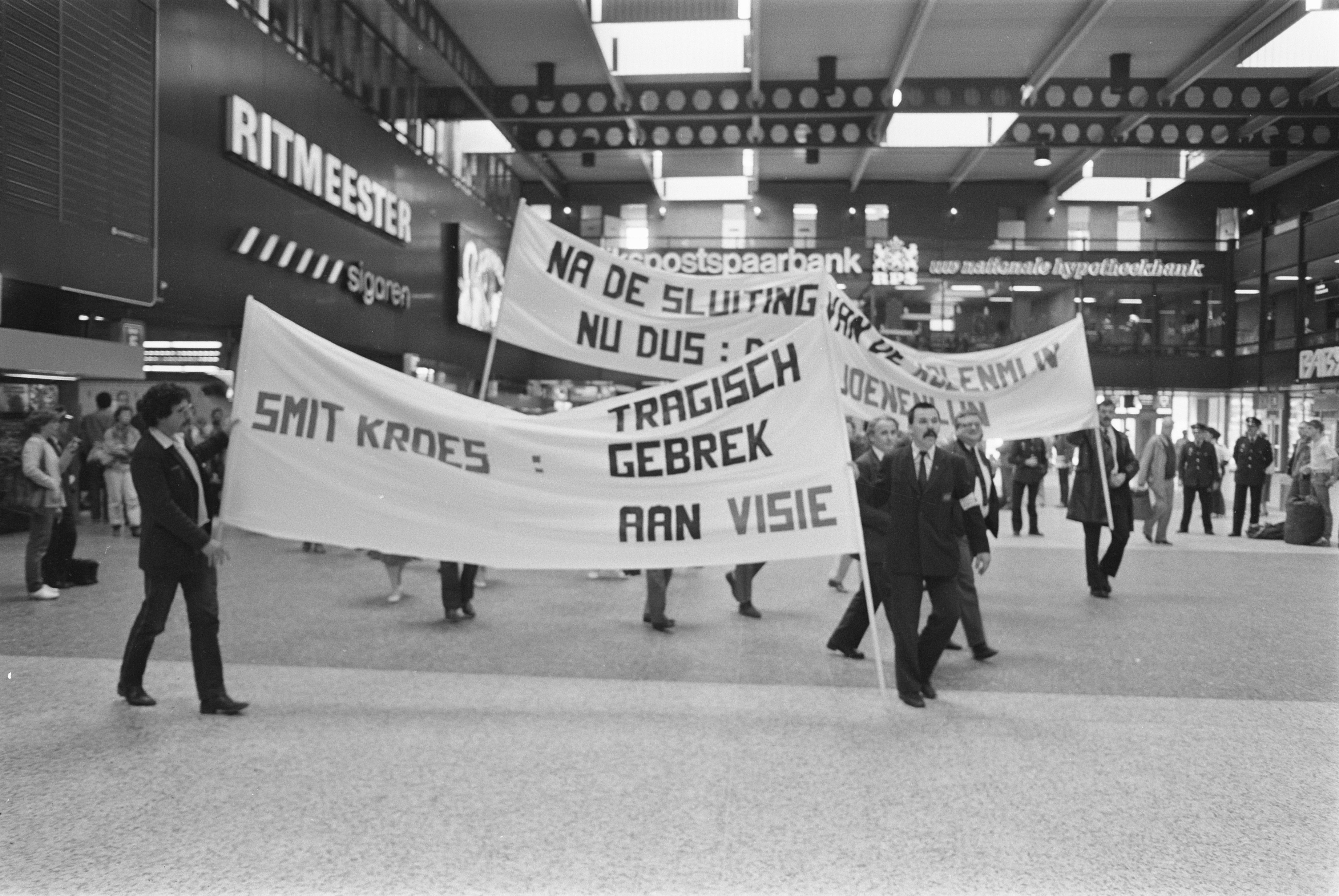
Демонстрація залізничників проти неоліберальної політики в 1983 році.

На початку 1990-их років уряд Нідерландів почав ставити під питання доцільність субсидіювання Nederlandse Spoorwegen. Окрім того, що були питання щодо того як саме компанія витрачала субсидії, після неоліберальних реформ 1980-их років субсидіювання компаній стало вважатися негарним саме по собі. Уряд вирішив корпоратизувати Nederlandse Spoorwegen, щоб створити формальну основу для припинення надання субсидій. Ідея полягала в тому, що залізничний транспорт має бути не лише економічно життєздатним, але й конкурентоспроможним.
Було два зовнішніх фактори, які цьому посприяли. Першим стала Директива ЄС 91/440 яка прописувала, серед іншого, формальний поділ національних залізниць на дві компанії, одна з яких займається залізничною інфраструктурою, а інша власне залізничними перевезеннями. Другим фактором став вихід на пенсію виконавчого директора Лео Плоегера, що дозволило уряду вибрати нового виконавчого директора, який би виконував план реформ поставлений урядом. Новим виконавчим директором був призначений Роб ден Бестен. План передбачав що уряд Нідерландів залишає за собою відповідальність за залізничну інфраструктуру, поки Nederlandse Spoorwegen займатиметься пасажирськими перевезеннями на комерційній основі. Там де такі послуги виявляться економічно недоцільними, уряд субсидіюватиме маршрути. Частина компанії, яка відповідала за інфраструктуру, пізніше буде сформована в окрему компанію NS Railinfratrust.
Для виконання планів уряду щодо комерціалізації діяльності компанії, Роб ден Бестен вирішив розділити Nederlandse Spoorwegen на декілька менших незалежних частин. Ідея полягала в тому, що такі менші частини зможуть краще адаптовуватись до ринку. Ці плани, однак, зіштовхнулися із помітним спротивом від професійних спілок, тому були створені лише NedTrain (для обслуговування локомотивів) та NS Reizigers. Також відбулись деякі внутрішні зміни в компанії.
Дочірня компанія NS Cargo стала частиною німецького національного перевізника Deutsche Bahn після того, як її в 2000 році об'єднали із Railion, яку потім приєднали до DB Cargo. Ці реформи так і не принесли успіху. Результатом цього стало те, що Nederlandse Spoorwegen почала швидко занепадати, а працівники почали часто влаштовувати страйки. Після цього рада директорів наприкінці 2001 року пішла у відставку в повному складі.
В 2002 році Карел Ноордзей був призначений новим виконавчим директором і перед ним була поставлена місія відновити довіру до компанії. По суті, йому вдалося це зробити скасуванням більшості реформ кінця 1990-х років і поверненням компанії до колишньої форми. Тим часом позиція уряду щодо залізниць змінилась і він перестав вважати конкуренцію на ринку залізничних перевезень критично важливою. Уряд надав компанії Nederlandse Spoorwegen до 2025 року право виключного користування головними залізничними лініями, водночас інші компанії отримали право працювати на другорядних лініях.

## Скандали
- Технічні проблеми із швидкісними потягами V250, які почали використовувати 29 липня 2012 року і вивели з використання вже 17 січня 2013 призвели до відставки виконавчого директора Берта Меєрштадта в червні 2013 року та до парламентського розслідування в 2015 році.[8] High Speed Alliance (HSA), спільне підприємство Nederlandse Spoorwegen (90 %) та KLM (10 %) ледь не збанкрутувало через запізнення із введенням в експлуатацію потягів та через надто високу плату за використання інфраструктури, яку компанія платила нідерландському уряду. High Speed Alliance було ліквідоване в 2015 році.
- В 2013 році стало відомо що Nederlandse Spoorwegen використовувала дочірню компанію NS Financial Services Company (NSFSC) для зменшення своїх податкових зобов'язань в Нідерландах. Така практика вважається законною, але небажаною для національної компанії. Ще з 1998 року Nederlandse Spoorwegen використовувала зручну податкову політику Ірландії для зменшення оподаткування в Нідерландах, що мало результатом прибутки компанії Nederlandse Spoorwegen в розмірі 270 мільйонів євро, але збитки для Нідерландів в розмірі 21 мільйону євро лише в 2012 році. На той момент податок на підприємства в Ірландії складав 12.5 %, а в Нідерландах 25 %. Nederlandse Spoorwegen використовувала дочірню компанію в Ірландії щоб закуповувати нові потяги, зокрема потяги V250 італійського виробника AnsaldoBreda. Міністр фінансів Нідерландів Єрон Дейселблум закликав парламент змусити Nederlandse Spoorwegen припинити уникати сплати податків в Нідерландах. Більшу частину рухомого складу в грудні 2017 року було передано нідерландській компанії NS Lease.[9] NSFSC була ліквідована в квітні 2019 року.[10]
- В 2015 році стало відомо що Abellio, дочірня компанія Nederlandse Spoorwegen, проявила нечесну поведінку під час проведення тендеру на громадські транспортні перевезення в провінції Лімбург. Компанія отримала конфіденційну інформацію про свого конкурента, компанію Veolia, ввід колишнього працівника компанії Veolia, який був найнятий компанією Abellio.

## Покриття

Мережа залізниць в Нідерландах

Nederlandse Spoorwegen обслуговує більшу частину країни, більшість міст мають залізничне сполучення між собою. Між містами ходять по два потяги на годину або частіше, а потяги між п'ятьма найбільшими містами (Амстердам, Роттердам, Гаага, Утрехт та Ейндговен) а також деякими містами поменше (Неймеген, Амерсфорт, Арнем, Гертогенбос, Дордрехт та Лейден) ходять із частотою не рідше ніж чотири потяги на годину.
Nederlandse Spoorwegen використовує національну мережу залізниць майже ексклюзивно. Лише деякі ділянки використовуються компанією Nederlandse Spoorwegen спільно із іншими компаніями. Держава до 2009 року здавала залізничну мережу в оренду безкоштовно, але потім почала поступово збільшувати орендну плату. 2014 року, наприклад, вона досягла 30 мільйонів євро. При цьому до Nederlandse Spoorwegen ставляться вимоги, виконання яких є умовою надання мережі в оренду.

## Типи рейсів
- Sprinter — зупиняється на всіх зупинках і переважно використовується для місцевих перевезень. На деяких другорядних лініях це єдиний наявний вид рейсів. Назву цьому типу рейсів дали потяги «Sprinter», однак на них також використовуються деякі інші старіші моделі потягів, зокрема «Plan V/T».
- Intercity — зупиняється лише на великих станціях. Був введений в 1970-их роках для забезпечення швидкого залізничного сполучення між різними частинами країни. Якщо на якійсь ділянці не проходять рейси типу «Sprinter», то «Intercity» зупиняється на всіх зупинках.
- Intercity Direct — найшвидше сполучення між центральним вокзалом Амстердама та залізничним вокзалом міста Бреда з використанням швидкізної лінії HSL-Zuid. Цей рейс зупиняється лише на залізничній станції аеропорту Схіпгол та на центральному вокзалі Роттердама. На відміну від інших потягів «Intercity», для використання «Intercity Direct» необхідно зробити доплату до стандартної ціни квитка, якщо поїздка пролягатиме між Схіпголом та Роттердамом.

## Оплата проїзду
«OV-chipkaart» («картка для громадського транспорту», яка може використовуватись для оплати громадського транспорту по всій країні) є найпоширенішим способом оплати поїздок. Одноразові квитки, які використовуються нерегулярними пасажирами або туристами, можна придбати в автоматах продажу квитків або в касах за додаткову плату в розмірі одного євро. Також можна купити електронний квиток на сайті компанії. Деякі квитки на потяги Nederlandse Spoorwegen можна придбати на сайті бельгійського перевізника NMBS/SNCB. Продаються також сезонні проїзні квитки.
Використовуючи картку або квиток пасажир має зареєструвати початок поїздки на станції, з якої виїжджає, та кінець поїздки на станції призначення. Якщо частина поїздки забезпечується якоюсь іншою компанією окрім Nederlandse Spoorwegen, то пасажир має зареєструвати кінець поїздки в одній компанії і одразу зареєструвати початок поїздки в іншій. Nederlandse Spoorwegen бере участь в спільній тарифній системі із чотирма іншими меншими перевізниками: Keolis Nederland та Connexxion в центральній і східній частині країни, Veolia на південному сході та Arriva в північній і східній частині країни.
Ціни для годин-пік та звичайних годин відрізняються. 06:30-09:00 та 16:00-18:30 в робочі дні вважаються годинами-пік, і поїздки в ці періоди оплачуються повністю, а поїздки в інші години можуть мати знижки або й взагалі бути безкоштовними.

## Логотип

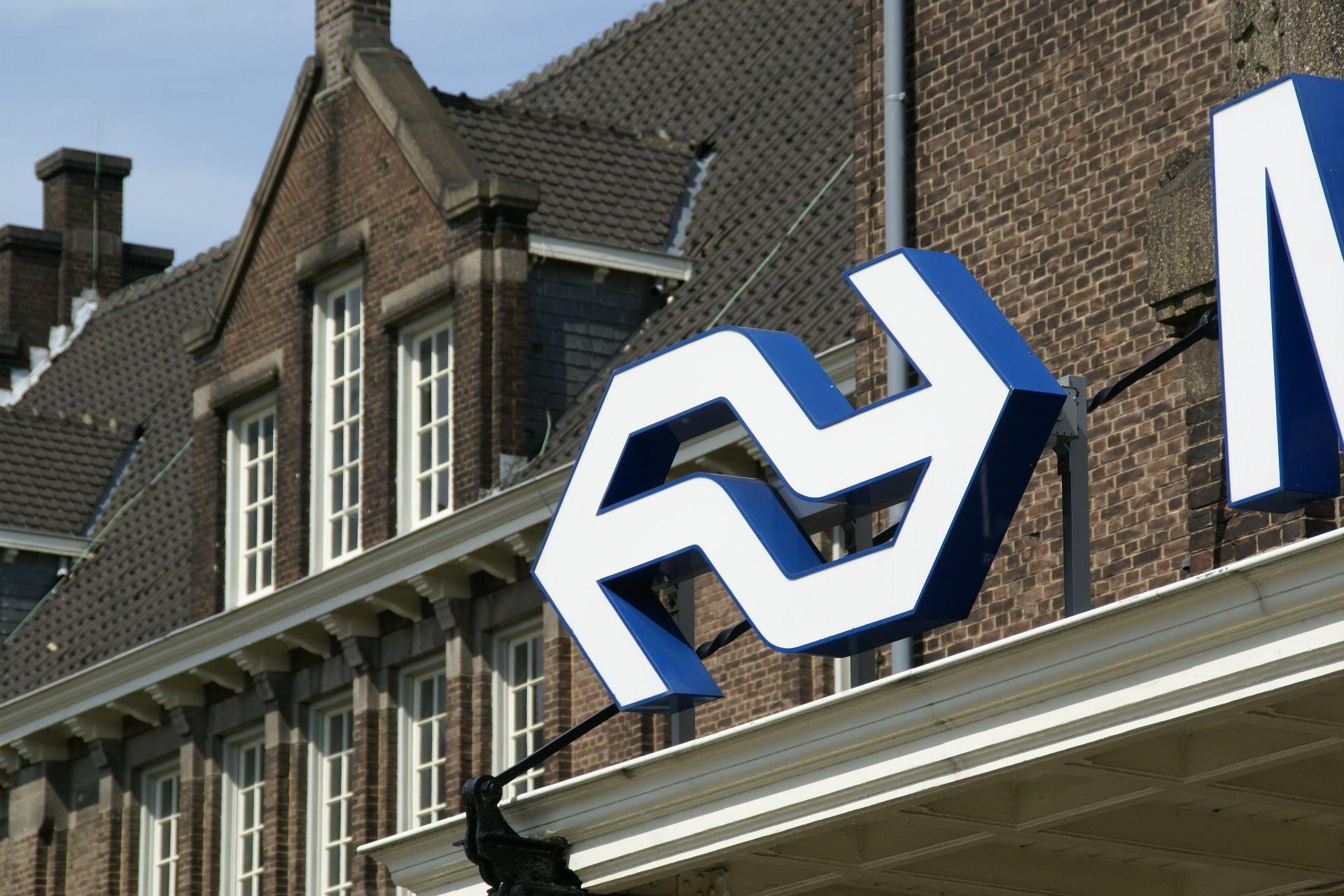
Логотип компанії на фасаді вокзалу в Маастрихті

Логотип компанії Nederlandse Spoorwegen був створений 1968 році Гертом Думбаром та Гертом-Яном Льойвелінком з компаніх графічного дизайну Tel Design. Логотип був запроваджений в тому ж році і замінив попередній, який використовувася з 1946 року. Логотип рясно використовується в потягах та на залізничних станціях в Нідерландах і відіграє значну роль в ідентифікації та в рекламі Nederlandse Spoorwegen.
Логотип зазвичай зображується синім на жовтому фоні або чорним на білому фоні. Логотип складається із розтягненої вшир літери N, всередину якої вставлена перевернута літера S. Дві стрілочки в логотипі означають рух потягів, а дві лінії всередині зображують колії.

## Поділ компанії
- Abellio — дочірня компанія для здійснення діяльності за межами Нідерландів. Abellio наразі працює у Великій Британії та в Німеччині.

В 2003 році Abellio вперше отримала можливість працювати на закордонному ринку, а саме у Великій Британії, через підприємство Serco-Abellio, в якому має 50 % акцій. З 2004 до 2016 Serco-Abellio також мала у своїй власності компанію Northern Rail. В травні 2009 року автобусні компанії Travel London та Travel Surrey були викуплені в британської транспортної компанії National Express та перейменовані на Abellio London та Abellio Surrey відповідно.
В лютому 2012 року розпочалося функціонування Abellio Greater Anglia, а в квітні 2015 Abellio ScotRail. В червні 2019 Abellio почала восьмирічний термін роботи під франшизою East Midlands Railway.
- NS Reizigers — відповідає за функціонування пасажирських потягів та за найм машиністів і кондукторів.
- NS Stations — утворена злиттям «NS Stations», яка займалася обслуговуванням всіх 404 залізничних вокзалів в Нідерландах, в тому числі і тих, які використовувались іншими компаніями, та «NS Vastgoed» яка володіла 48 квадратними кілометрами територій поруч з вокзалами та використовувала ці території для влаштування вузлів громадського транспорту та службових приміщень.
- NedTrain — технічне обслуговування потягів.
- NS Commercie — робота з продуктами і клієнтами.
- NS International — разом із «NS Reizigers» та іноземними партнерами забезпечує функціонуванням швидкісних міжнародних рейсів Thalys (з Амстердама в Париж), ICE (в Рурський регіон), Intercity (в Брюссель та в Берлін) та Swiss CityNightLine (в Мюнхен та Цюрих).

Для загалу цей поділ не є помітним, оскільки кожна з цих частин працює під спільним брендом Nederlandse Spoorwegen.
Nederlandse Spoorwegen має контракти з компаніями Connexxion та Veolia Transport на здійснення автобусних перевезень у випадках запланованих чи незапланованих скасувань залізничних рейсів.

## Статистика
Станом на 2018 рік Nederlandse Spoorwegen перевозила близько 1.3 мільйона пасажирів кожного робочого дня. Десятьма найзавантаженішими залізничними вокзалами (за кількістю пасажирів на один робочий день) були:
- Центральний вокзал Утрехта — 194 385
- Центральний вокзал Амстердама — 192 178
- Центральний вокзал Роттердама — 96 690
- Вокзал аеропорту Схіпгол — 92 214
- Центральний вокзал Гааги — 91 437
- Центральний вокзал Лейдена — 79 376
- Вокзал Ейндговена — 65 468
- Вокзал Амстердам-Зоуд — 60 819
- Вокзал Амстердам-Слотердейк — 58 800
- Вокзал Гертогенбоса — 47 347

## Галерея

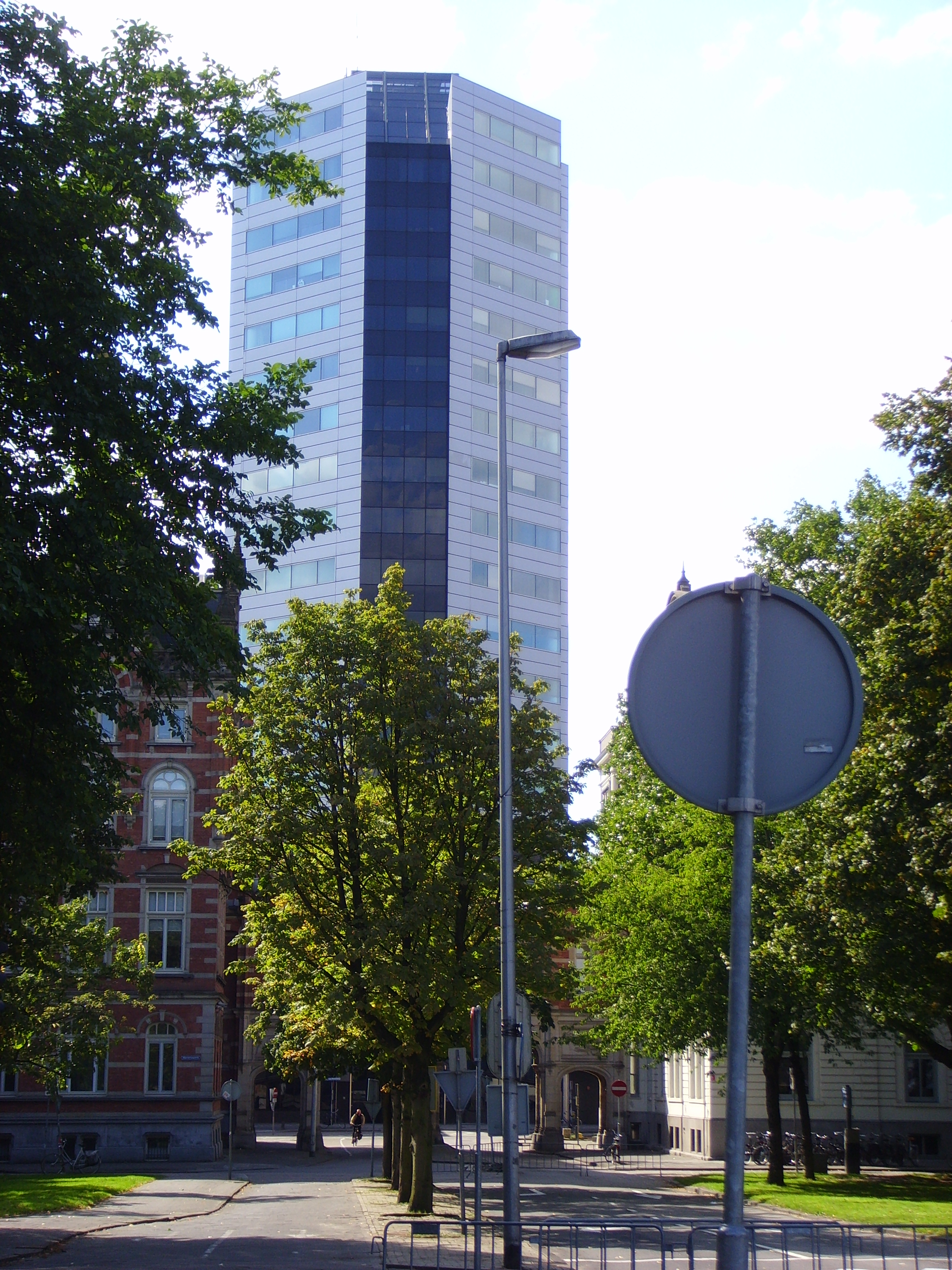
Штаб-квартира компанії в місті Утрехт
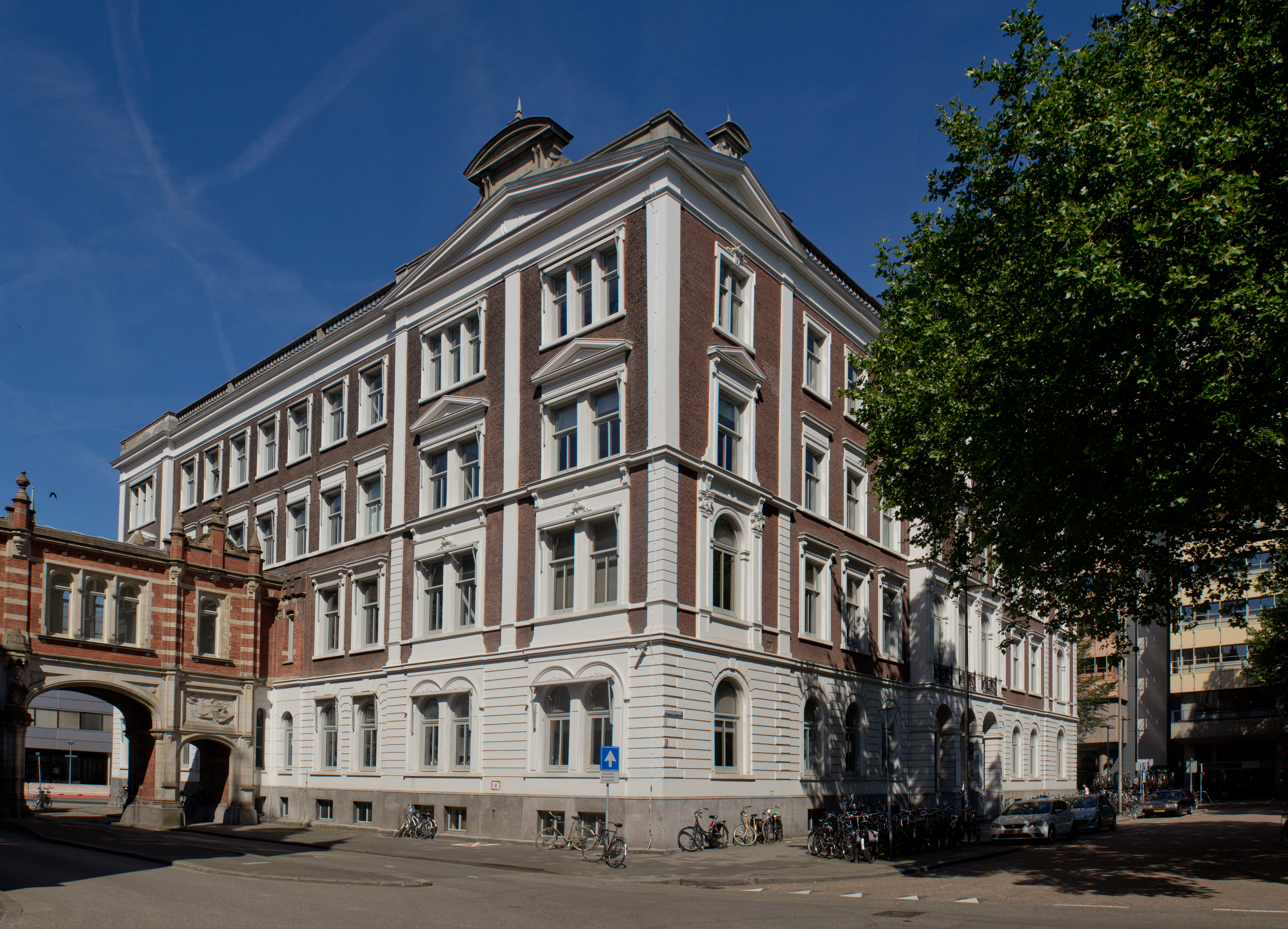
Будівля в Утрехті, яка раніше була штаб-квартирою Nederlandse Spoorwegen, а зараз є офісом нідерландського відділення DB Cargo
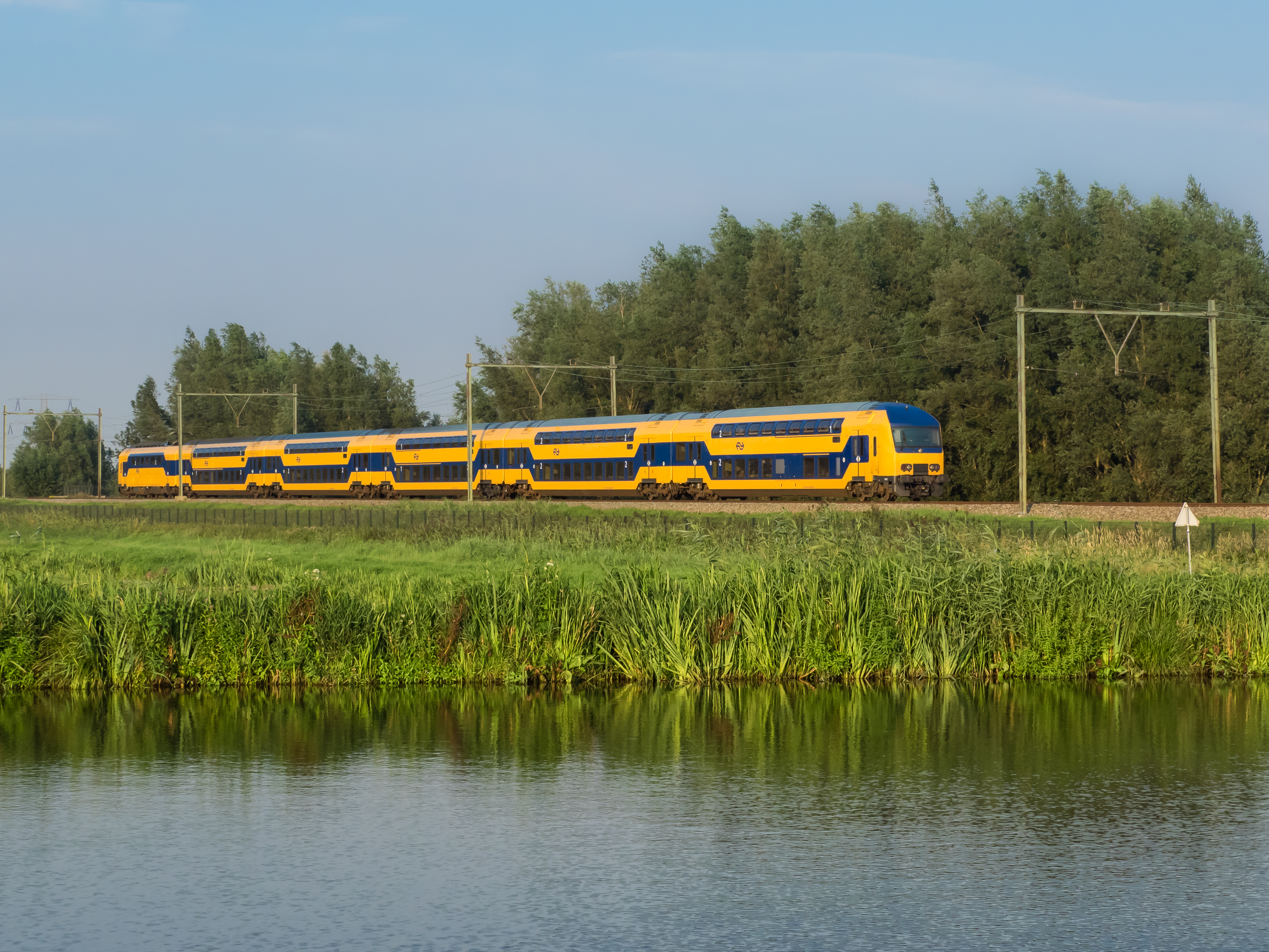
Двоповерховий потяг в Південній Голландії
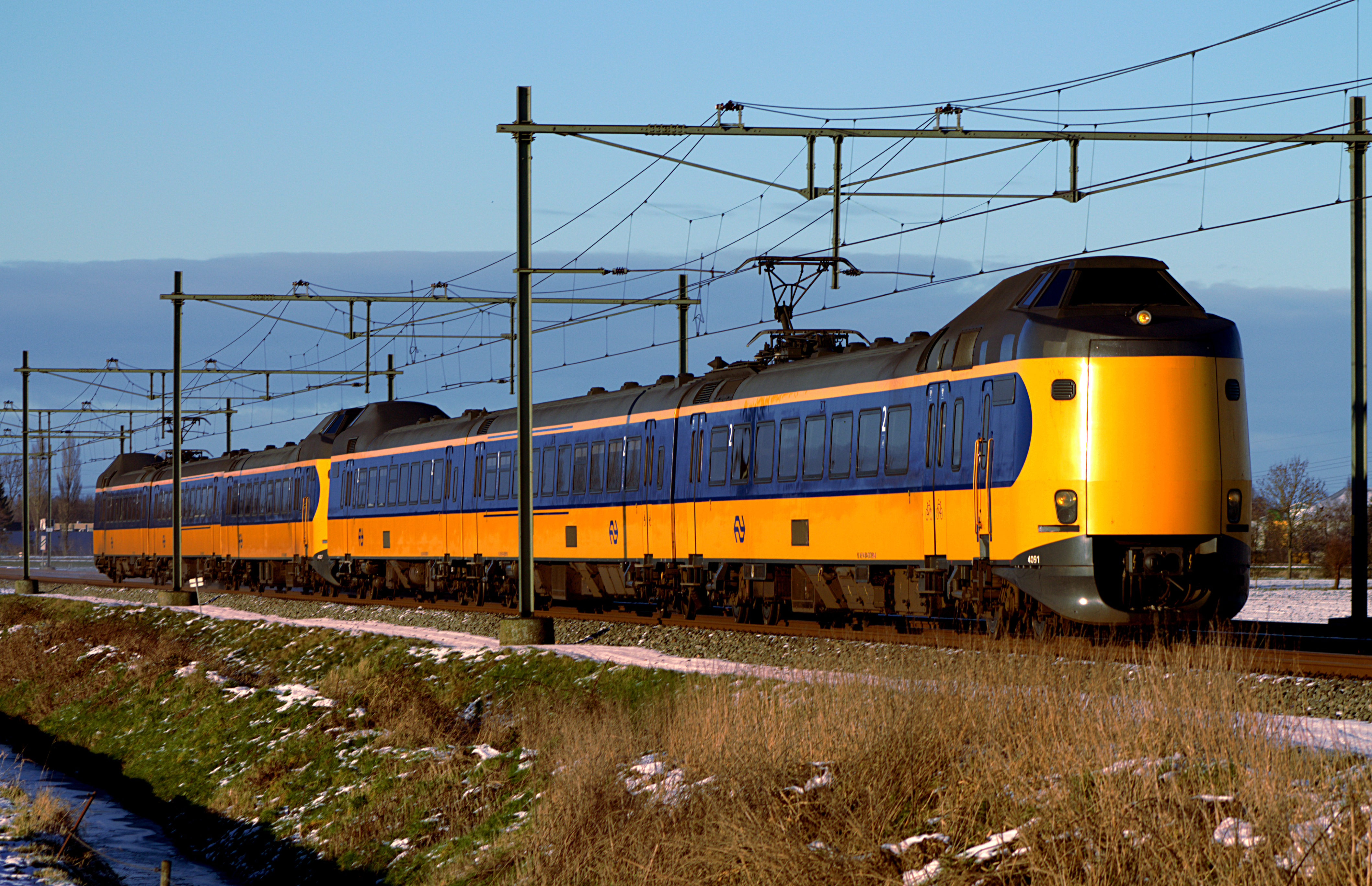
Міжміський потяг поблизу Гронінгена
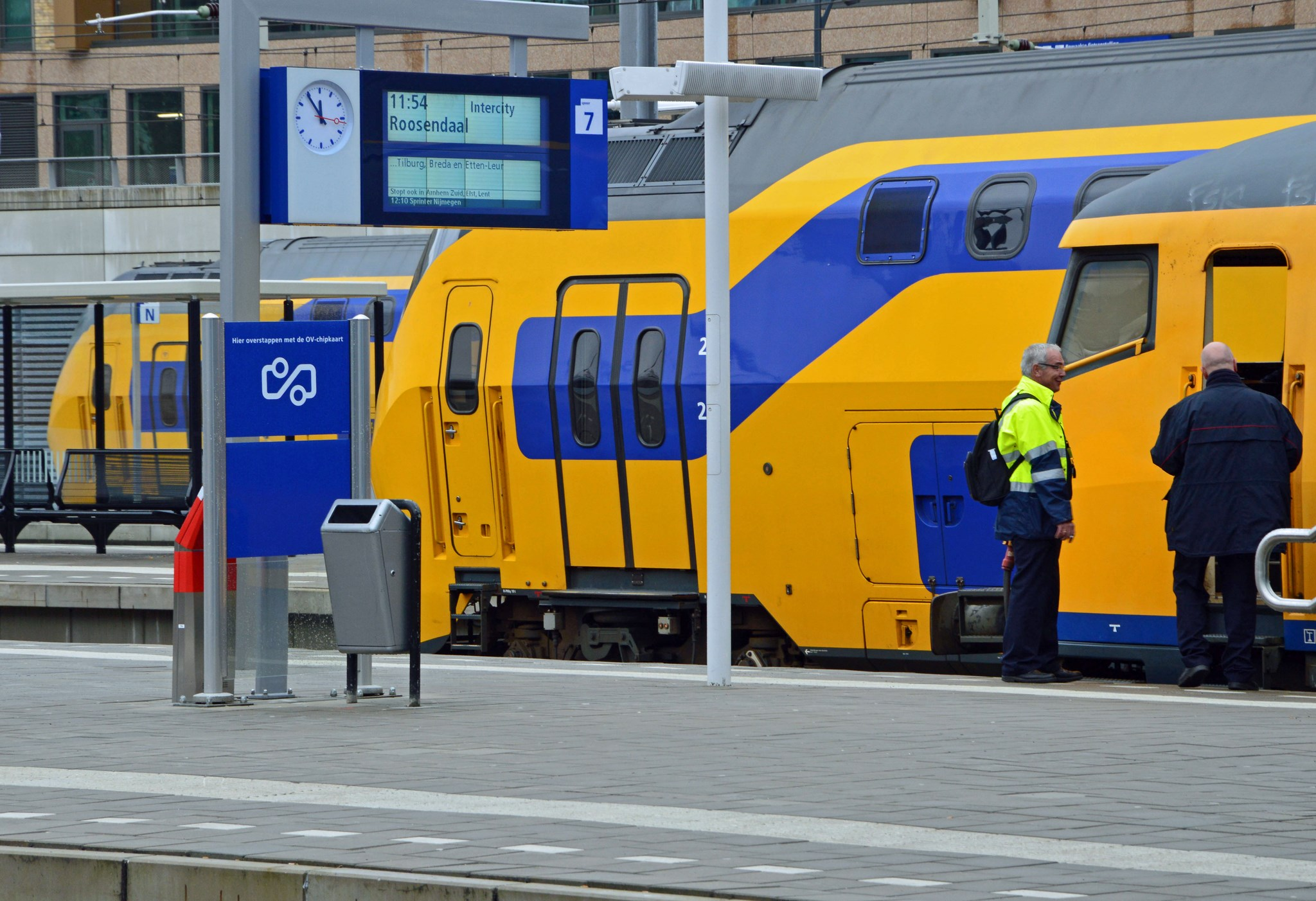
Потяги на залізничній станції в Арнемі